# جون كير (مقدم برامج إذاعية)
جون كير (بالإنجليزية: John Kerr)‏ هو مقدم برامج إذاعية أسترالي، ولد في 19 فبراير 1942.